# Plan méridien

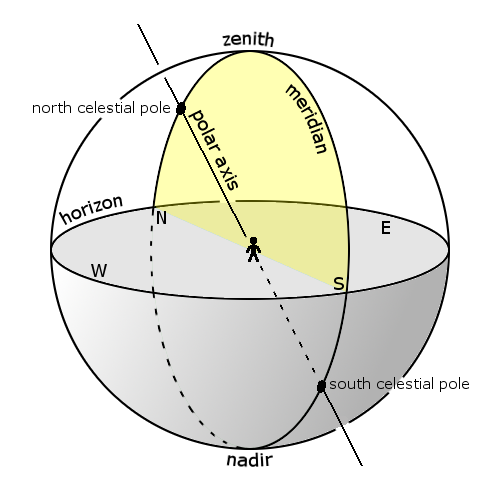
Le méridien passe par le nadir et le zénith ; le demi-cercle en jaune est encerclé dans sa partie supérieure par le méridien.

Le plan méridien d'un lieu est le grand cercle qui passe par les pôles célestes et le zénith de ce lieu.
À la surface d'une sphère tournant autour d'un axe passant par son centre les cercles passant par les deux pôles de rotation, qui sont les intersections de l'axe et de la sphère, sont des grands cercles appelés méridiens en ce qui concerne la Terre ou tout autre corps céleste. En tout point de la sphère ils sont perpendiculaires aux cercles de latitude (correspondant aux parallèles). Sur la Terre on repère tout point de la surface de la sphère terrestre par sa longitude qui est l'angle, compté sur l'équateur, entre le méridien de Greenwich et le méridien passant par le point considéré.